# Megha Majumdar
Megha Majumdar (Calcuta, India, 1987/1988) es una novelista india que vive en la ciudad de Nueva York. Su primera novela, A Burning, fue un éxito de ventas del New York Times .

## Biografía
Majumdar nació en Kolkata, India. En 2006 se trasladó a los Estados Unidos para estudiar Antropología Social en la Universidad de Harvard. Posteriormente, completó sus estudios de posgrado en la Universidad Johns Hopkins, donde obtuvo un master en Antropología. 

## Trayectoria
A partir de las críticas elogiosas recibidas por su primera novela A Burning,  publicada en 2020, la obra de Megha Majumdar aparece como un éxito de ventas en el New York Times. La novela cuenta la historia de una mujer que ha sido testigo de un ataque terrorista en la parada de trenes de una estación. Al día siguiente del atentado, la mujer lo publica en Facebook, lo que llama la atención de la policía que la arresta bajo sospecha de haber cometido el ataque terrorista ella misma. Tras la acusación, su destino dependerá de su ex maestro de gimnasia, el Señor PT, que se ha convertido en un político de un partido de derechas indio, y de una actriz hijra llamada Lovely.
El estilo literario de Majumdar se ha comparado con el de Jhumpa Lahiri y Yaa Gyasi. En el momento de la publicación de su novela, Majumdar se encontraba trabajando como editora en Catapult Books en la ciudad de Nueva York.
La novela A Burning fue finalista en la lista para la medalla de ficción Andrew Carnegie en 2021.

## Obra seleccionada
- A burning, Nueva York: Alfred A. Knopf, 2020. ISBN 9780525658696